# Баллада на старофранцузском языке
Баллада на старофранцузском языке (старофр. Ballade en vieil langage françoys) — стихотворение Франсуа Вийона.

## Содержание
Продолжение «Баллады о сеньорах былых времён», составляющее вместе с ним и «Балладой о дамах былых времён» центральную часть «Большого завещания», написанного поэтом в 1461—1462 годах. Полное название, данное Клеманом Маро в издании 1533 года: «Баллада к этому речению на старофранцузском языке» (Ballade a ce propos en vieil langage françoys).
По форме повторяет предыдущее стихотворение, представляя собой короткую балладу из трех восьмистиший с рифмовкой ABABBCBC и посылки, написанных октосиллабами. Вопреки заглавию, баллада написана на архаизированном среднефранцузском языке, стилизованном под старый, на котором писали до середины XIV века, и специалисты насчитывают в тексте не менее 26 ошибок против норм старофранцузского языка (в частности, автор не различает прямой и косвенный падежи).
Содержание развивает темы двух предыдущих стихотворений: быстротечность времени (tempus fugit) и бренность всего сущего (ubi sunt):
Рефреном служит фраза «Скольких их уносит ветер» (Autant en emporte ly vens), восходящее к ветхозаветному et turbo quasi stipulam auseret («и вихрь унес их, как солому»). Это выражение встречалось и раньше в старофранцузской литературе, в частности, в «Романе о Розе», но именно Вийон придал ему афористичность, после чего оно вошло в поговорку. Эта строка уже в XV веке была воспроизведена тремя разными поэтами.
В качестве примеров приведены славные властители прошлого (императоры Константинополя и Людовик Святой) и наиболее могущественные сеньоры из числа современников: «дофин Гренобля» (Людовик XI), и «сеньор Дижона, Салена и Доля» (Филипп III Добрый) со своим старшим сыном (Карл Смелый).
В посылке поэт утверждает, что «принцы предречены к смерти, как и все живущие, как бы кто ни печалился и не гневался, всех их уносит ветром» (Princes a mort sont destinez, / Et tous autres qui sont vivans; / S'ilz en sont courciez ou ataynez, / Autant en emporte ly vens).

## Русские переводы
- Ф. Л. Мендельсон — Баллада на старофранцузском (1963)
- Ю. А. Кожевников — Баллада на старофранцузском языке (1995)
- Ю. Б. Корнеев — Баллада на старофранцузском (1996)